# 江苏省前黄高级中学
江苏省前黄高级中学，创建于1939年，位于常州武进区南部的前黄镇。2001年，在常州武进湖塘城区建设了分校（新校区）。2004年学校入选江苏省四星级高中，2019年江苏省高品质示范高中建设立项学校。

## 校名的沿革
- 1939年夏  私立新园农业职业学校
- 1942年春  私立新园中学（马杭进德中学并入新园中学）
- 1953年春  武进县前黄中学
- 1957年    武进县前黄中学（省重点）
- 1996年夏  武进市前黄中学
- 1998年夏  江苏省前黄高级中学

## 历届校长
- 杨木者（1940.8-1945.7）
- 卞纪良（1945.8-1949.7）
- 陆国英（1949.8-1950.1）
- 杨浩生（1950.2-1951.1）
- 杨嘉猷（1951.2-1953.4）
- 骆　遴（1953.10-1955.8）
- 许和庭（1955.4-1956.7）
- 陈中行（1956.8-1961.12）
- 卢　正（1958.2-1958.8）
- 谢良诚（1961.12-1970.9）
- 衣绍文（1972.12-1974.3）（革委会主任）
- 薛亚土（1974.9-1978.8）（革委会主任）
- 章听福（1984.6-1997.3）
- 邹兴华（1997.3-2007.7）
- 孔建华（2007.7-     ）

## 师资
学校现有在职教授级高级教师3人，特级教师8人，特级教师后备人才5人，常州市学科带头人、骨干教师63人，武进区学科带头人、骨干教师51人。